# Strijkkwartet nr. 2 (Norgard)
Per Nørgård componeerde zijn Strijkkwartet nr. 2 Quartetto brioso gedurende 1952. In 1958 reviseerde hij het kwartet.
De componist schreef er zelf over dat de muziek van dit strijkkwartet nog geschreven is, toen de hij onder de invloed was van de muziek van Jean Sibelius en Vagn Holmboe; die laatste was zijn docent.
Het strijkkwartet bestaat uit drie delen:
1. Allegro con brio
2. Adagio
3. Metamorfose: Sostenuto – Fluente e leggiero

Deel 1 klinkt vurig en springerig; deel 2 moet het hebben van de langere (melodie)-lijnen. In deel 3 vindt de metamorfose terug plaats van de lange melodielijn (hier in de altviool) terug naar de meer dansachtige muziek uit deel 1.

## Discografie en bronnen
- Uitgave Kontrapunkt: Kontra Kwartet (niet meer verkrijgbaar)
- Edition Wilhelm Hansen